# Kỷ Imbrium Muộn
Trong niên đại địa chất Mặt Trăng, kỷ Imbrium Muộn diễn ra từ khoảng 3.800 triệu năm trước tới khoảng 3.200 triệu năm trước. Nó là thời kỳ mà lớp phủ phía dưới các lòng chảo Mặt Trăng bị nóng chảy và được nhồi một phần bằng các loại đá bazan. Sự nóng chảy được cho là diễn ra là do các va chạm làm mỏng các lớp đá nằm bên trên- hoặc là làm cho lớp phủ nổi lên vì sự suy giảm áp lực lên nó, làm cho các vật chất nóng chảy ra gần bề mặt hơn, hoặc là do phần phía trên bị nung chảy do các luồng nhiệt hướng lên trên thông qua lớp phủ vì sự cách nhiệt ở phía trên đã bị suy giảm. Phần lớn các mẫu vật lấy từ Mặt Trăng để đem về Trái Đất nghiên cứu là thuộc về thời kỳ này.
Thời kỳ địa chất tương ứng trên Trái Đất là khoảng 1/2 thời gian đầu tiên của liên đại Thái Cổ.